# 門馬良のこころ鏡うた鏡
門馬良のこころ鏡うた鏡（もんまりょうのこころかがみうたかがみ）はRKB毎日放送（RKBラジオ）で放送されていた演歌専門の音楽番組である。

## 番組概要
自身も演歌歌手として活動する門馬が、最新の演歌情報や歌にまつわるリスナーの思い出などを紹介する番組。

## 放送時間
- 日曜日 20:00〜21:00（JST。2019年4月〜2020年9月）

ただし、日曜日にRKBエキサイトホークス（ナイター中継）が放送される場合は時間が変更(18時試合開始時に16:55～17:54)される。
上記に該当しない場合も、ボートレースラジオ実況中継（競艇SGのナイター競走の中継）が放送される日は20:00〜20:30に短縮される。

### 過去の放送時間
- 日曜日 21:00〜21:55（JST）
- 日曜日 21:00〜21:40（JST）
- 日曜日 22:05〜23:00（JST。2017年10月〜2019年3月）

## パーソナリティ
- 門馬良
- 中村美由紀

この2人は『Monaka』というユニットを組んで、「あした天気になぁれ!」を福岡限定でリリースしている。

## コーナー
- こころ始 うた始…今話題の曲をかけるコーナーだが、後に『Monaka』の「あした天気になぁれ!」をかけるコーナーとなった。
- えんか伝々うた暦…毎週、様々な演歌歌手をピックアップし、その演歌歌手の曲を紹介するコーナー。また、不定期にRKBラジオが主催する「街角ふれあいライブ」の一部も紹介する。
- 門馬的歌談義…門馬良が演歌を中心とした話題を語るコーナー。
- 私の「うた鏡」…リスナーの思い出のリクエスト曲をかけるコーナー。

## スポンサー
- あんずの里市